# MiFi

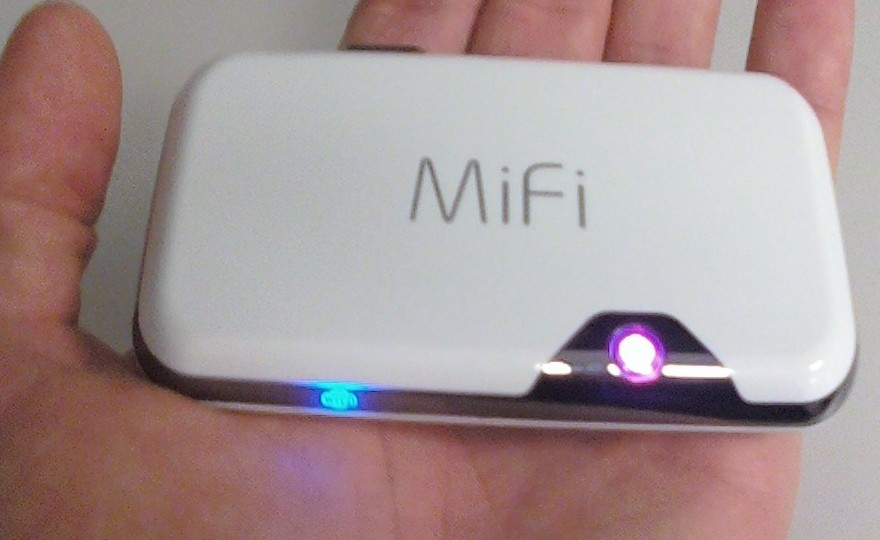
Novatel MiFi 2372 "Розумна мобільна точка доступу Wi-Fi"

MiFi - це торгова марка, та назва однойменного бездротового маршрутизатора, який діє як мобільна точка доступу Wi-Fi . У багатьох країнах, включаючи США, Канаду та Мексику, Inseego Corp (раніше відома як Novatel Wireless)  володіє зареєстрованою торговою маркою під торговою маркою "MiFi"; у Великій Британії торговою маркою володіє мобільний оператор Hutchison 3G . Novatel Wireless ніколи не надавав офіційних пояснень щодо походження назви "MiFi"; вважається, що це скорочення від "Мій Wi-Fi".  У вересні 2016 року Novatel Wireless оголосив, що погодився продати бренд MiFi компанії TCL Industries Holdings з Гонконгу. Очікувалось, що продаж завершиться на початку 2017 року, очікуючи схвалення акціонерів та регуляторних органів. 
Пристрій MiFi можна підключити до стільникової мережі та забезпечити доступ до Інтернету до десяти пристроїв. У травні 2009 року Novatel Wireless представив перший пристрій MiFi у США.  У Великій Британії, 3's "MiFi"є аналогічним продуктом від Huawei з таким же ім'ям.  

## Торгова марка MiFi
Novatel Wireless володіє зареєстрованою торговою маркою "MiFi" у США (включаючи Пуерто-Рико) та ряді країн по всьому світу:  Бахрейн, Канада, Єгипет, Німеччина, Гана, Угорщина, Японія, Кувейт, Мексика, Пакистан, Нідерланди, Нова Зеландія, Польща, Португалія, Катар, Румунія, Сінгапур, Словенія, ПАР, Іспанія та Таїланд. 
Винятком є Велика Британія, де мобільний оператор 3 володіє торговою маркою "MiFi". В Індії торгова марка Mi-Fi належить компанії Mi-Fi Networks Private Limited

## Пристрої

### Novatel Wireless MiFi 2200

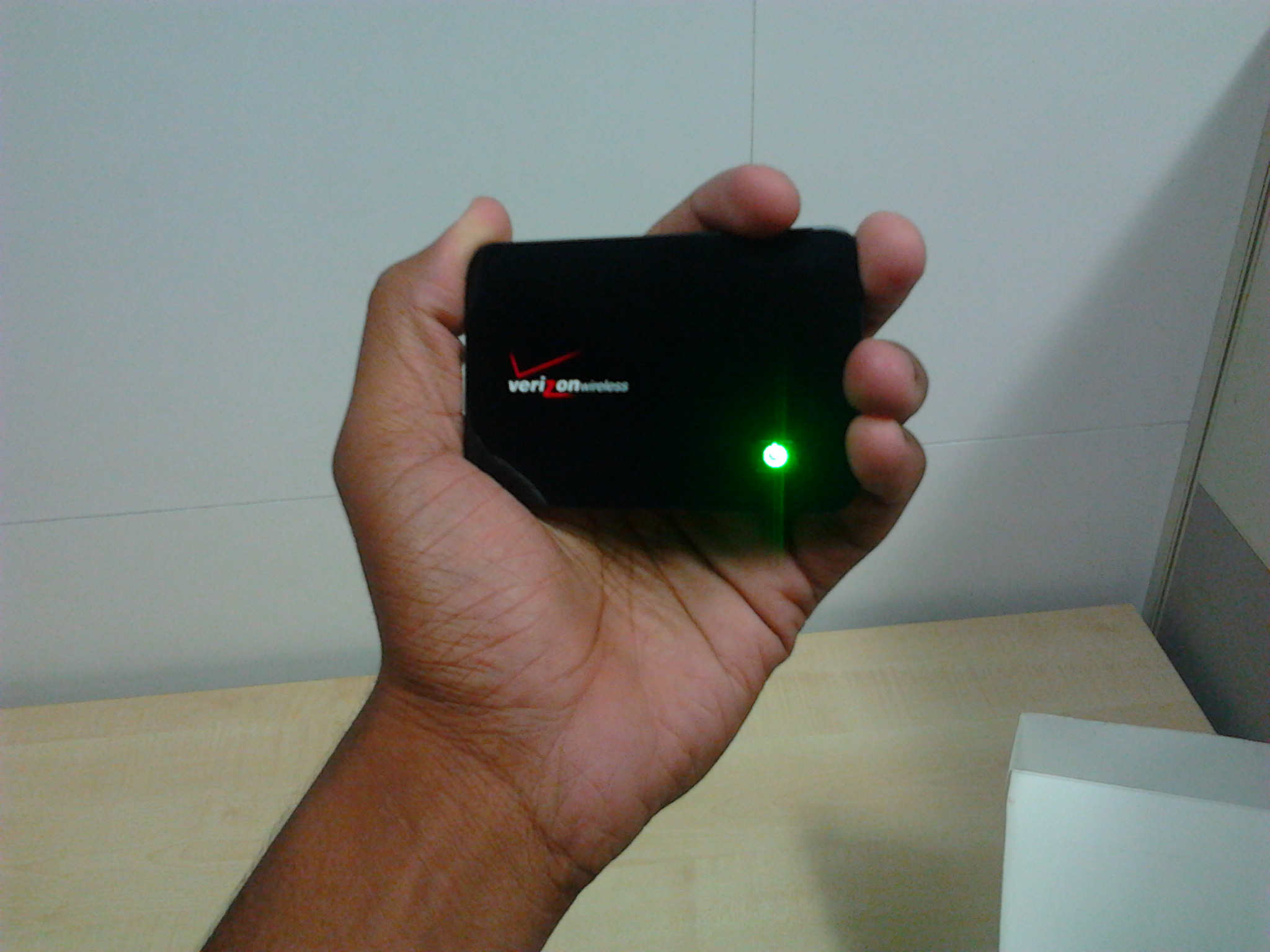
MiFi 2200 від Novatel Wireless для Verizon Wireless

- Пристрій обмежує використання до п’яти Wi-Fi клієнтів, таких як ноутбуки, камери, ігрові пристрої та мультимедійні програвачі; за винятком редагування конфігураційного файлу пристрою вручну, щоб дозволити більше клієнтів. [8]
- Може бути підключений до комп’ютера через з’єднання Micro-USB, хоча це відключає мережу Wi-Fi, перетворюючи пристрій у традиційний модем для одного клієнта. (Однак CNET опублікував налаштування [Архівовано 19 січня 2013 у Archive.is] для заряджання пристрою через USB, зберігаючи при цьому його функціональність.)
- Має GPS-пристрій, який можна використовувати в деяких мережах, таких як Virgin Mobile, а не в інших, таких як Verizon.
- Використовує мережу передачі даних 3G (CDMA 1xEVDO RevA).

### Серія Novatel Wireless MiFi 23xx
Та ж функціональність, що і 2200, та:
- Приймає SD-карту для спільного зберігання мультимедійних даних на пристрої. [9]
- Використовує мережу передачі даних 3G (Mini 2352: SUPRA / PATHS 900/1900/2100 МГц, MiFi 2372: SUPRA / PATHS 850/1900/2100 МГц; обидва підтримують GARS / EDGE 850/900/1800/1900 МГц).

### Серія Novatel Wireless MiFi 33xx
Та ж функціональність, що і 23xx, та:
- ОС MiFi на базі Linux з віджетами:
  - Повідомлення: виконуйте дії обміну повідомленнями на основі SMS, такі як читання, запис, надсилання та отримання SMS-повідомлень
  - Використання даних: відстеження використання даних MiFi у домашніх та роумінгових мережах
  - GeoSearch: використовуйте функціонал GPS MiFi для відображення карти місцевості, пошуку місцевості, відображення результатів пошуку на карті
  - Погода: отримання даних про погоду для поточного та визначеного місцезнаходження
  - MiFi DLNA Server: запуск, зупинка та налаштування сервера MiFi DLNA

### Мобільні точки доступу 4G

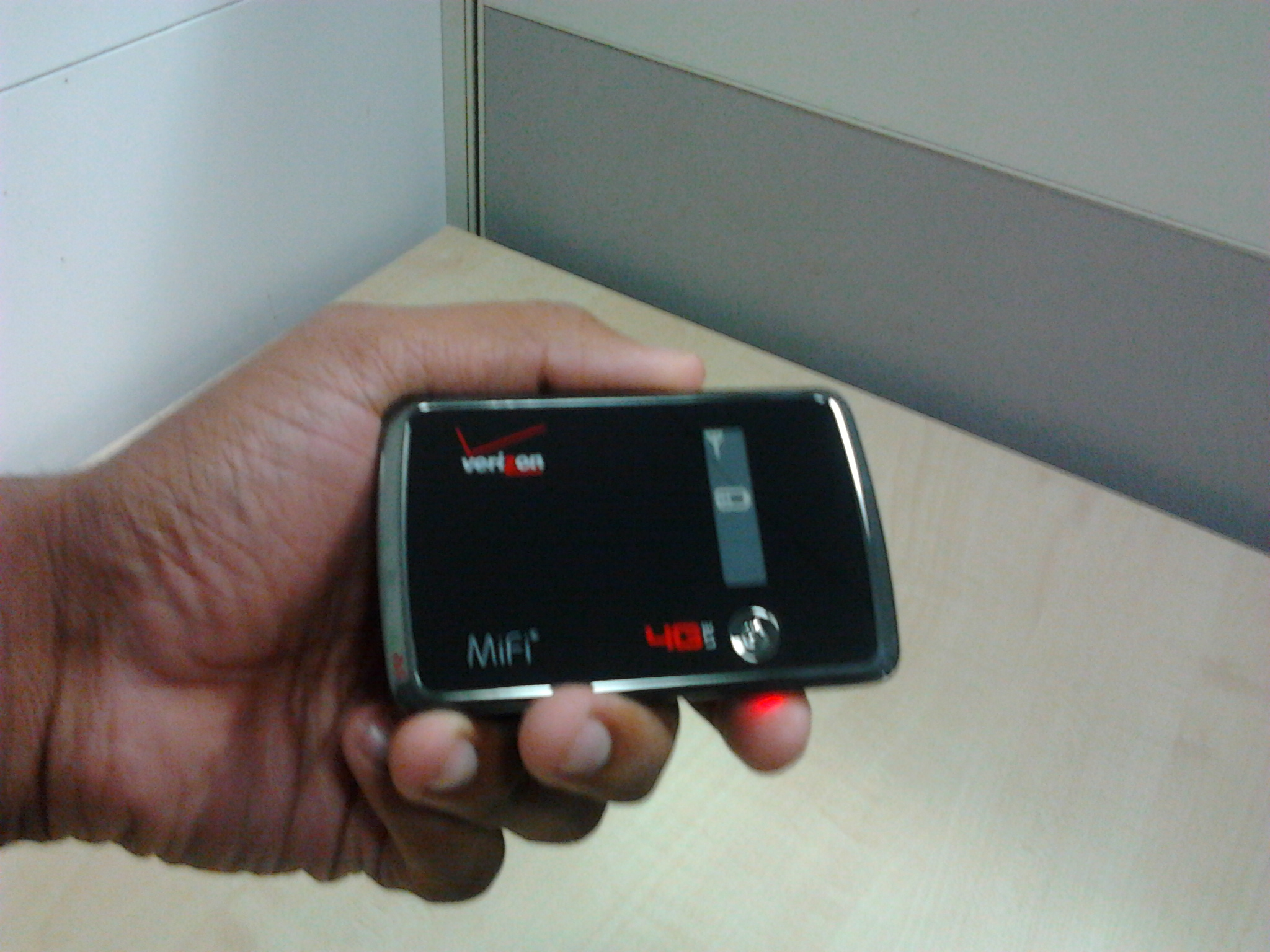
MiFi 4510L від Novatel Wireless для Verizon Wireless

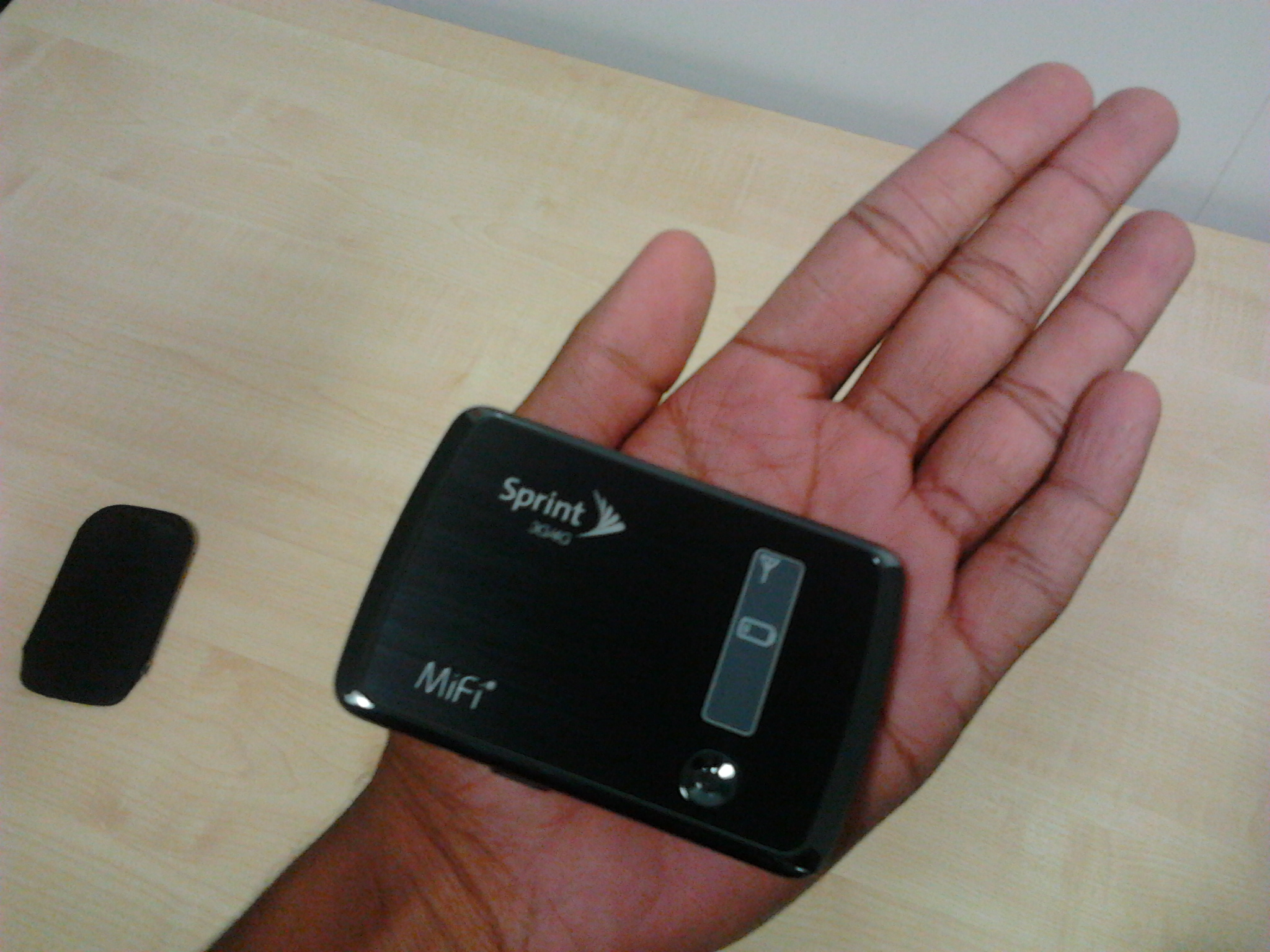
MiFi 4082 від Novatel Wireless для Sprint Nextel

На виставці побутової електроніки в Лас-Вегасі в 2011 році були представлені два нових пристрої MiFi від, що підтримують 4G:
- Verizon Wireless 4510L, яка підключатиметься до мережі LTE 4G від Verizon, та, як очікується, підтримуватиме 5–12 Мбіт/с і 2–5 Мбіт/с. [10]
- Sprint представив MiFi 4082, версію WiMAX . [11]

Обидва пристрої підтримують зворотну сумісність із існуючими мережами 3G. Інші функції включають: 
- MiFiOS з підтримкою віджетів
- Слот для карт MicroSD
- GPS приймач
- 4 години автономної роботи
- Відображення стану на передній панелі за допомогою технології E Ink. На дисплеї передньої панелі відображається заряд акумулятора, потужність сигналу та кількість підключених пристроїв. Складність перегляду такої інформації розглядалася як головний недолік попередніх пристроїв MiFi. [11]

### Мобільні точки доступу 5G
У листопаді 2019 року Vodafone Qatar та Inseego Corp. спільно запустили першу комерційно доступну 5G мобільну точку доступу 5G MiFi M1100 у регіоні Перської затоки. 
- Одночасне підключення до 16 пристроїв (15 через Wi-Fi та один через USB або Ethernet)
- Оптимізація енергії з технологією Quick Charge та акумулятором великої ємності

### Бездротові пристрої, що не належать Novatel
Ряд постачальників, крім Novatel, надають особисті точки доступу, подібні до "MiFi":

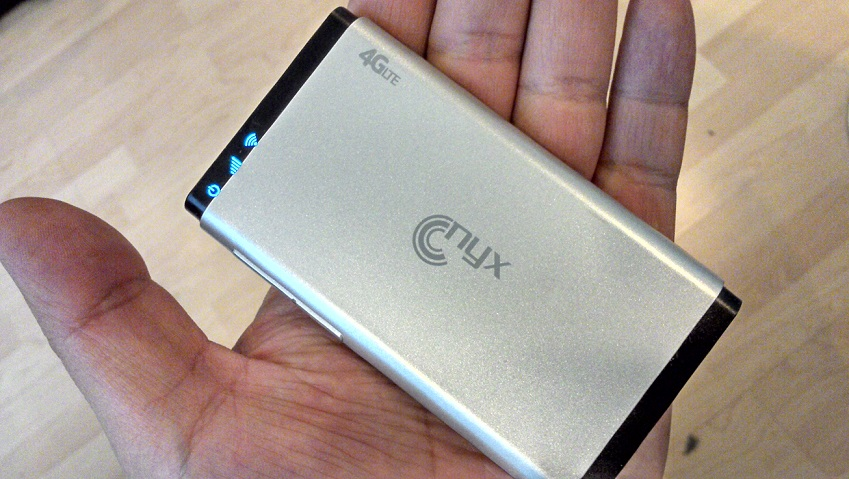
мобільний маршрутизатор nyx mobile "mifi LTE"

- Alcatel One Touch Link Y800 продається через EE у Великій Британії
- Dongler [Архівовано 1 березня 2021 у Wayback Machine.] DL9255 - підтримує з'єднання GSM та WiFi-Bridging
- D-Link DIR-457 / MyPocket
- Freedom Spot Personal Hotspot [14]
- Мобільна точка доступу Goodspeed підтримує 3G / 3,5G
- Huawei E5 E5830, E585, E586 з HSPA+, версія для китайського ринку E5805 з використанням CDMA2000 та ET536 з використанням TD-SCDMA [15]
- mifi LTE nyx mobile - мобільний маршрутизатор 3G + 4G (LTE), запущений nyx mobile для Telcel . Він побудований за технологією Qualcomm і, як очікується, підтримуватиме завантаження до 100 Мбіт/с . (Оголошено у червні 2013 року для Мексики)
- N[джерело?]etgear AirCard 781S (продається під назвою Zing від Sprint)
- Option GlobeSurfer III
- Packet One Networks MF230 (пропонується як частина плану P1 ToGo)
- Sierra Wireless Overdrive (Примітка: Підтримується 4G; доступний лише в США через Sprint)
- tp-link M7450
- ZTE MF60, MF80
- JioFi - мобільний маршрутизатор 4G (LTE), запущений в Індії.

## Альтернативи
Мобільні телефони з підключенням до Інтернету часто можна перетворити на точки доступу Wi-Fi, використовуючи режим хот-споту, схожий на використання спеціальних пристроїв MiFi.
Наступні групи телефонів мають вбудовані функції для створення точки доступу Wi-Fi:
- Телефони Android з ОС Android 2.2 або новішої версії [16]
- BlackBerry з ОС 7.1 або новішої версії
- iPhone 3GS та iPhone 4 під управлінням iOS 4.3 або новішої версії, [17] [18] та всіх iPhone на Verizon Wireless (спочатку випущено з iOS 4.2.5 ) [19]
- Palm Pixi Plus та Pre Plus на Verizon Wireless,  з лімітом у 5 Гб
- Пристрої Windows Phone, що працюють під управлінням ОС 7.5 або пізнішої версії (та за дозволом оператора)

Для інших телефонів існують сторонні програми, які дозволяють це:
- Android під управлінням Android 2.1 або старішої версії - Wireless Tether
- iPhone 3G та пізніші версії - MyWi [Архівовано 6 вересня 2017 у Wayback Machine.] (потрібен джейлбрейк).
- PiFi - персональний пристрій WiFi [20]
- Телефони S60 та Nokia N900 - JoikuSpot [21]
- Windows Mobile - WMWifiRouter [22]

## Нагороди
- Novatel MiFi 2200:
  - Mobile Village "Mobile Star" (портативний пристрій для віддаленого підключення): премія "Superstar" (2009) [23]
  - Laptop Magazine - вибір редактора журналу (2009) [24]
  - PC World "Gear of the Year" (2009) [25]
  - Mobile News "Найбільш інноваційний продукт (не мобільні телефони)" (2010) [26]
- Novatel MiFi 2352:
  - Нагорода Plus X у галузі технологій (2009) [27]
  - Нагорода CTIA Emerging Technology Award (Мода та стиль життя), 1 місце (2009) [28]
  - Нагорода CTIA "Hot for the Holidays" (Мобільний Інтернет-пристрій або нетбук) (2009) [29]
  - Переможець премії CES Innovations Award (Enabling Technologies) (2010) [30]
  - Нагорода "Global Mobile" Світового конгресу мобільних пристроїв: Кращий мобільний підключений пристрій (2010) [31]
- Novatel 4G MiFi
  - CES 2011, категорія аксесуарів для ноутбуків: Найкраще у виставці [32]
  - Всесвітня премія за комунікацію (WCA) 2010 року за найкращу стратегію мобільних пристроїв
  - Нагорода Mobile Village Mobile Star за найкращий аксесуар для ноутбуків або планшетів

## MiFi у новинах

### Питання безпеки
У січні 2010 року у Novatel MiFi 2200 було виявлено дві основні діри в безпеці, які при правильному використанні можуть дозволити зловмиснику отримати поточне місце розташування пристрою та ключі безпеки. Якби зловмисний користувач був фізично достатньо близько, щоб використовувати Wi-Fi-сигнал пристрою, це могло надати йому доступ до 3G- з'єднання MiFi, а також до будь-яких інших підключених пристроїв.  Novatel оголосив, що патч безпеки буде доступний у лютому 2010 року. 
Популярність пристроїв MiFi також може бути проблематичною для безпеки корпоративної мережі. Корпорації зазвичай розраховують контролювати доступ до Інтернету на місці: багато хто використовує брандмауери, щоб зменшити ризик шкідливого програмного забезпечення, а деякі застосовують обмеження, спрямовані на продуктивність праці співробітників. Персональні мобільні точки доступу можуть забезпечити "чорний хід", завдяки якому працівники можуть обійти ці заходи безпеки. 

### Відклик продукції
У травні 2010 року Mifi 2372 був відкликаний у Канаді компаніями Bell Mobility та Rogers Communications. У двох задокументованих випадках труднощі з відкриттям відсіку для акумуляторів MiFi змусили клієнтів застосовувати силу, що спричинило фізичну шкоду акумуляторів, які згодом перегрілися. Novatel замінив відкликані блоки на тип, який відрізнявся легшим відкриванням батарейного відсіку.
Клієнтам були надіслані передоплачені кур'єрські конверти та доручено відправити назад свої пристрої MiFi для заміни акумулятора та кришки відсіку.  Клієнтів було повідомлено, що Novatel поверне обслуговувані підрозділи протягом шести-восьми тижнів після відклику. Клієнти компанії Bell отримали стільниковий доступ до Інтернету через USB-накопичувачі Novatel U998, які були надані компанією Bell як тимчасову заміну.

### Радіоперешкоди на виставках
У двох великих виставках в 2010 — першої публічної демонстрації Google TV і презентаціїiPhone 4. Використання Wi-Fi мереж було неможливим через перевантаження мережі. Проблему була через масові радіоперешкоди, спричинені популярністю MiFi та подібних пристроїв для "живих блогів" із виставки. У випадку з конференцією Apple генеральний директор Apple Стів Джобс заявив, що 570 різних мереж Wi-Fi ("кілька сотень" - це MiFis ) одночасно працюють у виставковому залі.  